# Dimethirimol
Dimethirimol ist eine chemische Verbindung aus der Gruppe der Hydroxy-(2-amino)-pyrimidine, welche zu den 2-Aminopyrimidin-Fungiziden zählt.

## Verwendung
Bis 1993 wurde sie unter dem Handelsnamen Milcurb als systemisches Fungizid gegen Echten Mehltau eingesetzt.

## Zulassung
In den Staaten der EU und in der Schweiz sind keine Pflanzenschutzmittel mit diesem Wirkstoff zugelassen.